# Advogado Fiel
Advogado Fiel é um álbum de estúdio de Bruna Karla, sendo o quinto trabalho da cantora pela MK Music. Produzido por Emerson Pinheiro, o disco vendeu mais de 300 mil cópias, recebendo a certificação de disco de platina triplo pela Associação Brasileira dos Produtores de Discos. Também foi indicado ao Grammy Latino em 2010.

## Faixas
| N.º            | Título                    | Compositor(es)                                                                 | Duração |  |
| 1.             | "Deus Vem Me Socorrer"    | Davi Fernandes e Renato César                                                  | 5:03    |  |
| 2.             | "Advogado Fiel"           | Anderson Freire                                                                | 4:50    |  |
| 3.             | "Sou Humano"              | Anderson Freire                                                                | 4:50    |  |
| 4.             | "Pai, Eu Confiarei"       | Donnie McClurkin - Versão: Bruna Karla                                         | 5:33    |  |
| 5.             | "Em Momentos Assim"       | Ruan Carlos Rodriguez e Lilly Goodman - Versão: Bruna Karla e Alessandra Bione | 3:59    |  |
| 6.             | "Quando Eu Chorar"        | Emerson Pinheiro                                                               | 4:25    |  |
| 7.             | "Deus Nos Surpreende"     | Anderson Freire                                                                | 4:37    |  |
| 8.             | "Abrace A Vitoria"        | Anderson Freire e Josy Santos                                                  | 5:22    |  |
| 9.             | "Lagrimas De Gratidão"    | Anderson Freire e Adilson Freire                                               | 5:15    |  |
| 10.            | "Decidi Confiar"          | Emerson Pinheiro e Tadeu Chuff                                                 | 4:52    |  |
| 11.            | "Ao Final"                | Ruan Carlos Rodriguez e Lilly Goodman - Versão: Bruna Karla e Alessandra Bione | 3:59    |  |
| 12.            | "Que Bom Que Você Chegou" | Anderson Freire                                                                | 4:27    |  |
| Duração total: | Duração total:            | Duração total:                                                                 | 0:58:23 |  |

## Créditos
- Produção executiva: MK Music
- Produção musical: Emerson Pinheiro
- Arranjos: Tadeu Chuff e Emerson Pinheiro
- Pianos, teclados, cordas, programações e samplers: Tadeu Chuff e Emerson Pinheiro
- Guitarras e violões: Sérgio Knust e Duda Andrade
- Baixo: Douglas Viana
- Bateria e percussões: Leonardo Reis
- Transcrição e arregimentação de cordas: Vagner Santos
- Violinos: Ricardo Amado, Fábio Peixoto, Marluce Ferreira e Keeyth Vianna
- Viola: Cecília Mendes
- Violoncelo: Marcus Ribeiro
- Back vocal: Fael Magalhães, Wilian Nascimento, Jairo Bonfim, Thiago Silva e Adiel Ferr
- Gravação de cordas e coral: Rick Lunas
- Fonoaudióloga: Lilian Azevedo
- Gravado e mixado no MK Studio por Edinho Cruz
- Masterizado por Ricardo Garcia
- Fotos: Sérgio Menezes
- Criação de capa: MK Music